# Henriette Lake
Henriette Lake (nazwa oboczna Aarons Lake) – jezioro w kanadyjskiej prowincji Nowa Szkocja, w hrabstwie Digby, na południowy zachód od Weymouth.